# Воробьёв, Иван Анисимович
Иван Анисимович Воробьев (1 [13] ноября 1897, Жуково, Херсонская губерния — 2 сентября 1937, Киев) — советский государственный и партийный деятель, председатель Киевского городского совета в 1932 году Член ЦК КП(б)У в 1934—1937 годах.

## Биография
Родился 1 (13) ноября 1897 года в деревне Жуково Александрийского уезда Херсонской губернии (ныне в черте села Дмитровка, Кировоградская область, Украина), по другим данным родился в Днепропетровской области, в семье рабочего-столяра. В 1913 году окончил четырехклассное городское ремесленное училище в городе Александрии Херсонской губернии. В мае 1912 — октябре 1915 года — столяр-моделировщик ремесленной школы в селах Бандуровка и Песчаный Брид Александрийского уезда. В октябре 1915 — декабре 1916 года — столяр на строительстве школы в поселке Пятихатка Херсонской губернии.
В декабре 1916 — марте 1917 года — рядовой 17-й артиллерийской дивизии 7-й армии. В марте — ноябре 1917 года — столяр мастерской земского союза в городе Александрии.
В ноябре 1917 — сентябре 1918 года — красногвардеец отряда имени Ермака в городах Екатеринослав и Таганрог.
В 1918 году вступил в КП(б)У. Во время Гражданской войны воевал в Красной армии и в погранотрядах.
В сентябре 1918 — феврале 1919 года — заместитель председателя Александрийского уездного революционного комитета и партийный казначей подпольного Александрийского уездного комитета КП(б)У. В феврале — августе 1919 г. — секретарь Александрийского уездного комитета КП(б)У.
В августе 1919 — феврале 1921 года — комиссар 16-го артиллерийского дивизиона, инструктор политического отдела 46-й дивизии 14-й армии РККА.
В феврале — июне 1921 г. — председатель Ямпольского уездного революционного комитета Подольской губернии. В июне 1921 — феврале 1922 года — секретарь Ямпольского уездного комитета КП(б)В Подольской губернии. В феврале 1922 — феврале 1923 г. — председатель Могиловского уездного исполнительного комитета Подольской губернии.
В феврале 1923 — марте 1924 года — председатель Каменецкого (Каменец-Подольского) окружного исполнительного комитета Подольской губернии. В марте 1924 — мае 1925 года — заведующий Подольским губернским земельным отделом в городе Виннице. В мае — ноябре 1925 года — председатель Межировского районного исполнительного комитета Винницкого округа.
В ноябре 1925 — октябре 1926 года — председатель исполнительного комитета Винницкого окружного совета.
С октября 1926 года — председатель Плодовинсоюза в Харькове.
В мае 1927 — марте 1928 года — заместитель председателя правления общества «Сельский Хозяин» в городе Харькове.
Представитель популярного в начале 1930-х годов движения рабочих-выдвиженцев, которые от станка назначались руководить государственными учреждениями.
В марте 1928 — декабре 1931 г. — председатель правления Всеукраинского фотокиноуправления в городе Киеве.
С 21 января по 10 августа 1932 года председатель Киевского городского совета.
В августе 1932 — январе 1933 года — секретарь Донецкого областного комитета КП(б)У. В январе — ноябре 1933 г. — 2-й заместитель председателя Донецкого областного исполнительного комитета.
В ноября 1933 по январь 1935 года секретарь Старобельского окружкома на Донбассе. Участник нескольких съездов КП(б)У, член ЦК КП(б) Украины.
С 26 января по 10 февраля 1934 года делегат XVII съезда ВКП(б) с решающим голосом.
В январе — мае 1935 года — 1-й секретарь Проскуровского городского комитета КП(б)В Винницкой области.
В мае 1935 — сентябре 1936 года — 1-й секретарь Проскуровского окружного комитета КП(б)В Винницкой области.
В сентябре 1936 — феврале 1937 — 2-й секретарь Винницкого областного комитета КП(б)У.
Жертва Сталинского террора. 23 июля 1937 года арестован органами НКВД УкрССР. Этапирован из Винницы в Киев. Внесен в Сталинский расстрельный список от 25 августа 1937 г. по 1-й категории («Центральный аппарат УГБ НКВД УССР») («за» Сталин, Молотов). Выездной сессией ВКВС СССР в Киеве приговорен к ВМН по ст. ст. 54-7 («вредительство»), 8 («террор»), 11 («участие в антисоветской к.-р. организации правых») УК УкрССР 1 сентября 1937 года . Расстрелян в ночь на 2 сентября 1937 г. в числе 48 осужденных  (С. А. Саркисов, А Н. Асаткин-Владимирский, Н. А. Алексеев, А. Г. Соколов, И. А. Гаврилов, Р. Я. Потапенко, В. Н. Струц, А. У. Холохоленко, Г. В. Гвахария, И. А. Сапов, И. Н. Крайнев, М. Г. Олейник и др.). Место захоронения — спецобъект НКВД УкрССР «Быковня». Реабилитирован посмертно ВКВС СССР 15 декабря 1956 г.